# 「連帯」選挙行動
「連帯」選挙行動（「れんたい」せんきょこうどう、Akcja Wyborcza Solidarność、略称:AWS）は、ポーランドにおける政党連合の名称。

## 概要
1996年6月8日、ポーランド統一労働者党の流れを汲む政党連合である民主左翼連合に対抗するためにキリスト教系の政党や団体、非キリスト教系の政党や団体、各種の社会運動組織など40近くの組織が結集して、結成された。政治的には穏健保守で、キリスト教の伝統的な価値観を重視し、経済的には市場経済を基盤としながら国家の役割も重視する立場を採り、労使の継続的対話、農村の開発・現代化、欧州連合への復帰を主張していた。1997年の議会選挙で、セイム（下院）において得票率33.8％で201議席を獲得、セナト（上院）でも過半数の51議席を獲得して両院で第一党になり、イェジ・ブゼクを首班として自由連合（UW）と連立政権を組んだ。
しかし、2000年10月の大統領選挙で、代表のクシャクレフスキ（Marian Krzaklewski）が敗北、財政危機や「4大改革（地方制度・年金・医療・教育）を巡る混乱から、AWSは支持率を大きく減らし、2001年に入ると市民プラットフォーム（PO）や法と正義（PiS）、そして選択肢－社会運動（Alternatywa-RS）が次々と離脱した。2001年の議会選挙ではAWSに留まっていた社会運動やカトリック国民連盟、ポーランドキリスト教民主主義連盟を軸として連帯選挙行動右派（AWSP）を結成して選挙に臨んだが、得票率は5.6％に留まり、政党連合が議席を獲得するために最低限必要な8％の議席阻止条項を突破できず全議席を失った。そのAWSは、主要勢力が脱退したため、自然消滅した。